# MGM Holdings
Метро-Ґолдвін-Майер Голдинґз (англ. Metro-Goldwyn-Mayer Holdings, скорочено Ем Джі Ем Голдинґз, англ. MGM Holdings) - медіахолдинг MGM, заснований в 2005 році.

## Історія
- 2005 - заснування холдингу

## Активи
Холдинг включає в себе такі активи як:
- MGM
- United Artists
- Orion Pictures
- MGM Cartoons

та інші активи.